# 9327 Duerbeck
A 9327 Duerbeck (ideiglenes jelöléssel 1989 SW2) a Naprendszer kisbolygóövében található aszteroida. Eric Walter Elst fedezte fel 1989. szeptember 26-án.